# Serpiente de Acero
Serpiente de Acero (Davos), (Inglés: Steel Serpent) es un supervillano que aparece en los cómics estadounidenses publicados por Marvel Comics. El personaje generalmente se representa como un enemigo de Puño de Hierro.
Sacha Dhawan asume el papel de Davos en la serie de televisión de Netflix Iron Fist (2017-2018) ambientada en el Universo cinematográfico de Marvel.

## Historial de publicaciones
El primero, sin nombre, Serpiente de Acero apareció en The Deadly Hands of Kung Fu #10 (1974), su única aparición, y fue creado por Tony Isabella y Frank McLaughlin.
El segundo Serpiente de Acero, Davos, debutó en Iron Fist #1 (1975) y fue creado por Chris Claremont y John Byrne.

## Biografía del personaje ficticio
La Serpiente de Acero es originaria de K'un-L'un llamada Davos, el hijo de Lei Kung el Tronador. Un talentoso estudiante de artes marciales, Davos fue uno de los dos candidatos finales para el derecho de desafiar por el poder del Puño de Hierro, pero fue derrotado en combate singular por Daniel Rand, hijo adoptivo del gobernante de K'un-L'un, Lord Tuan. Davos acusó a Tuan de favorecer injustamente a su hijo y abandonó la ciudad sin permiso para enfrentarse al dragón Shou-Lao. Al no poder vencer al dragón, regresó a K'un L'un en desgracia y fue exiliado a la Tierra. Wendell Rand se fue de K'un-L'un el mismo día sin haber enfrentado al dragón. 20 años después, el hijo de Wendell, Daniel Rand, logró ganar el poder del Puño de Hierro y poco después también regresó a la Tierra. Davos rastreó a Iron Fist a Nueva York y le robó su poder, poseyéndolo hasta que lo consumió y Iron Fist lo absorbió de nuevo en sí mismo.
El espíritu de Davos fue lanzado a un reino accesible desde la Gema de la Anomalía, y a través de eso Davos usó el Contemplador para reunir los fragmentos de la Gema de la Anomalía y liberarse. Luego, nuevamente luchó contra Iron Fist y le robó su poder; Davos luego regresó a K'un-L'un y se hizo cargo de la ciudad. Lei Kung se alió con Iron Fist, quien derrotó a Davos y restauró el gobierno de Yu-Ti. 

### El Inmortal Iron Fist
Davos fue restaurado por la Madre Grulla, prometiendo localizar y destruir al renegado Iron Fist, Orson Randall a cambio. Su poder fue mejorado aún más a través del consumo de las fuerzas de vida de las hijas de la Madre Grulla. Davos se alió con HYDRA contra Iron Fist en un plan para obtener el tren Randrapid de Rand-Meachum para construir un túnel a través de las montañas K'un-Lun. Davos ubicó a Randall en una guarida de opio en Bangkok, Tailandia y le informó esto a la Madre Grulla, que envió a un par de sus hijas para investigar. Los agentes de Davos, haciéndose pasar por el Departamento de Policía de Nueva York, recogieron a Randall cuando llegaba a un aeropuerto de los Estados Unidos, pero Randall determinó la verdad y se liberó. Davos se reunió con Xao, portavoz de la empresa líder de HYDRA, Wai-Go, expresando su disgusto ante el fracaso de HYDRA. Después de asesinar a un agente de HYDRA que no se había comprometido con el Puño de Hierro, Davos envió otros agentes para traer tanto a Orson Randall como a Daniel Rand. Matando a un grupo de agentes de HYDRA en una sesión de entrenamiento, Davos sacó dos legiones completas de agentes HYDRA y destruyó un Mechagorgon. Luego contactó a la Madre Grulla, pidiendo una docena o más hijas que le permitan llegar a la cima de su poder para detener a sus enemigos. Madre Grulla aceptó la solicitud.
Madre Grulla envió más de una docena de hijas a Serpiente de Acero, junto con la advertencia de que si fracasaba, consumirían su alma inmortal. Davos condujo a los agentes de HYDRA y las hijas de Grulla al cuartel general de Rand Corporation para secuestrar a Jeryn Hogarth por Xao, pero Luke Cage y las Hijas del Dragón ya estaban allí para proteger a Hogarth. Cuando los Puños de Hierro llegaron a la sede de Rand, fueron enfrentados en la calle por el ejército de Davos. Manteniendo su poder consumiendo las fuerzas de vida de las hijas Grulla, Davos eventualmente atacó a Orson Randall, quien permitió que Davos lo matara para que no tuviera que seguir corriendo (o eso dijo en ese momento pero su verdadera motivación solo se revelaría mucho más tarde). Randall le dio a Rand su chi, lo que le permitió alejarse de Davos, quien juró enfrentarlo nuevamente en el Torneo de las Ciudades Celestiales.
Cuando fue el momento de Davos para entrar en el torneo, el Príncipe de Huérfanos se le acercó para revelar su nuevo nombre de guerrero ya que representaba a Kun-Zi por primera vez, a lo que eligió "el Fénix de acero". Davos ahora muestra alas a cada lado de su tatuaje de serpiente para reflejar esto. 
Al comienzo del torneo, Davos se enfrentó a la bella hija de Tiger. Durante el concurso, cortó la mano de Davos. Enfurecido, Davos concentró su chi en una nueva mano y procedió a vencer brutalmente a su oponente a punto de morir, incluso negándose a dejarla ceder. Al día siguiente, el viejo y sabio Príncipe de Huérfanos desafió a Davos a una pelea en lugar de su oponente programado, Fat Cobra. Davos aceptó y vio como su oponente se convertía en una neblina verde de chi y fue rápidamente despachado por el viejo luchador, quien luego declaró tácticas tan brutales como las de Davos que no serían aceptables para futuros combates. 
Más tarde, Davos participó en la rebelión de K'un-L'un, luego de que su padre lo obligara a reconocer la posible traición de sus aliados al pedirle que considerara la posibilidad de que pudiera haber otro ángulo que él no había previsto en lugar de constantemente. asumiendo que él siempre tuvo la razón. Ayudó a derrotar a Yu-Ti, líder de K'un-L'un, y comenzó un proceso de redimirse a los ojos de sus compañeros. Su padre, Lei Kung el Tronador, que se ha hecho cargo del liderazgo de K'un-L'un, lo acusó de custodiar un huevo de dragón, del cual Shou-Lao el Inmortal renacerá para el próximo Iron Fist para luchar.

## Poderes y habilidades
La Serpiente de Acero es un maestro de las artes marciales de K'un-Lun, incluidos los practicados hace milenios. Sus habilidades rivalizan con las de Iron Fist (Daniel Rand-K'ai) y ha vencido varias veces a Daniel en combate, aunque generalmente con el elemento de sorpresa de su lado. Él es muy fuerte, rápido, ágil y resistente con reflejos y reacciones rápidos como relámpagos. Ha demostrado ser capaz de drenar el poder del Puño de Hierro (las energías de Shou-Lao) de su portador al presionar su tatuaje de serpentina contra el tatuaje del dragón del portador. En al menos una ocasión retuvo un fragmento del poder de Shou-Lao después de que el titular anterior del Puño de Hierro recuperara su poder. Con todo su poder, ha resistido los ataques del superhumano y poderoso Spider-Man, sus reflejos y habilidades lo hacen más que un rival para Spider-Man.
Davos también utilizó las energías ardientes de la picadura de la serpiente, aunque eso puede ser una función de los guantes con garras que usaba en ese momento. Cuando muere, el espíritu de Davos se transfiere a la Gema de la Anomalía junto con los espíritus de todos los Puños de Hierro del pasado. Desde allí él puede resucitar bajo ciertas circunstancias.
Desde que asumió el nombre de guerra del Fénix de Acero, Davos ha podido realizar el Blow Fénix de Acero. La primera vez que ejecutó este movimiento, le permitió crear una mano de reemplazo (para la que acaba de cortar la hija hermosa de tigre) fuera de chi puro.

## En otros medios

### Televisión
- Davos hace su debut en la pantalla en la temporada 1 de Iron Fist, donde es interpretado por Sacha Dhawan.[4] mientras que su yo más joven es interpretado por Shiv Pai. Mientras que inicialmente fue enviado a recuperar a Danny después de dejar K'un-Lun,[5] Davos tuvo una pelea importante con Danny debido a su envidia por convertirse en Iron Fist y desviarse de su propósito.[6] En el final de temporada, Davos se alía con Joy Meachum.[7] En la segunda temporada, Davos trabaja con Mary Walker para secuestrar a Danny y robarle el chi de Puño de Hierro con la ayuda de las Hermanas Grulla.[8] Después de obtener el chi, Davos comienza a atacar a los miembros de la Tríada.[9] Después de que el ritual se invierte, Walker casi mata a Davos hasta que intervienen Danny y Misty. Cuando Collen canaliza su propio Puño de Hierro, Davos es derrotado y arrestado por Misty Knight. Cuando se lo llevan, Davos jura vengarse de Danny.[10]

### Videojuegos
- Serpiente de Acero aparece como un personaje jugable en Lego Marvel Super Heroes 2,[11] con la voz de Sacha Dhawan, repitiendo el papel.[12] Cuando Iron Fist, Spider-Man y Ms. Marvel entran en la Cueva del Dragón en K'un-L'un, encuentran a Serpiente de Acero junto al corazón de Dragon donde se encuentra un fragmento del Nexus de Todas las Realidades lo que hace que Serpiente de Acero controle a Shou-Lao. Después de que Serpiente de Acero es derrotado, Iron Fist reclama el fragmento Nexus que libera a Shou-Lou de su control.